# オンボード
オンボードは、特にパーソナルコンピュータ (PC) においてマザーボード基板上に直接接続された形態で提供されるデバイス、またはそのデバイスによって提供される機能のことである。俗にオンボなどと略称される場合もある。

## 概要
PCシステムにおいて、マザーボード基板上に直接接続されたデバイスにより提供される機能をオンボードと呼称する。
ただしマザーボード上に搭載されるシステムチップセットにより実現される機能のうち、ごく標準的になっている機能は特にオンボード機能とは呼ばれない場合も多い。（例：シリアルポートコントローラやUSBコントローラなど）

## 歴史

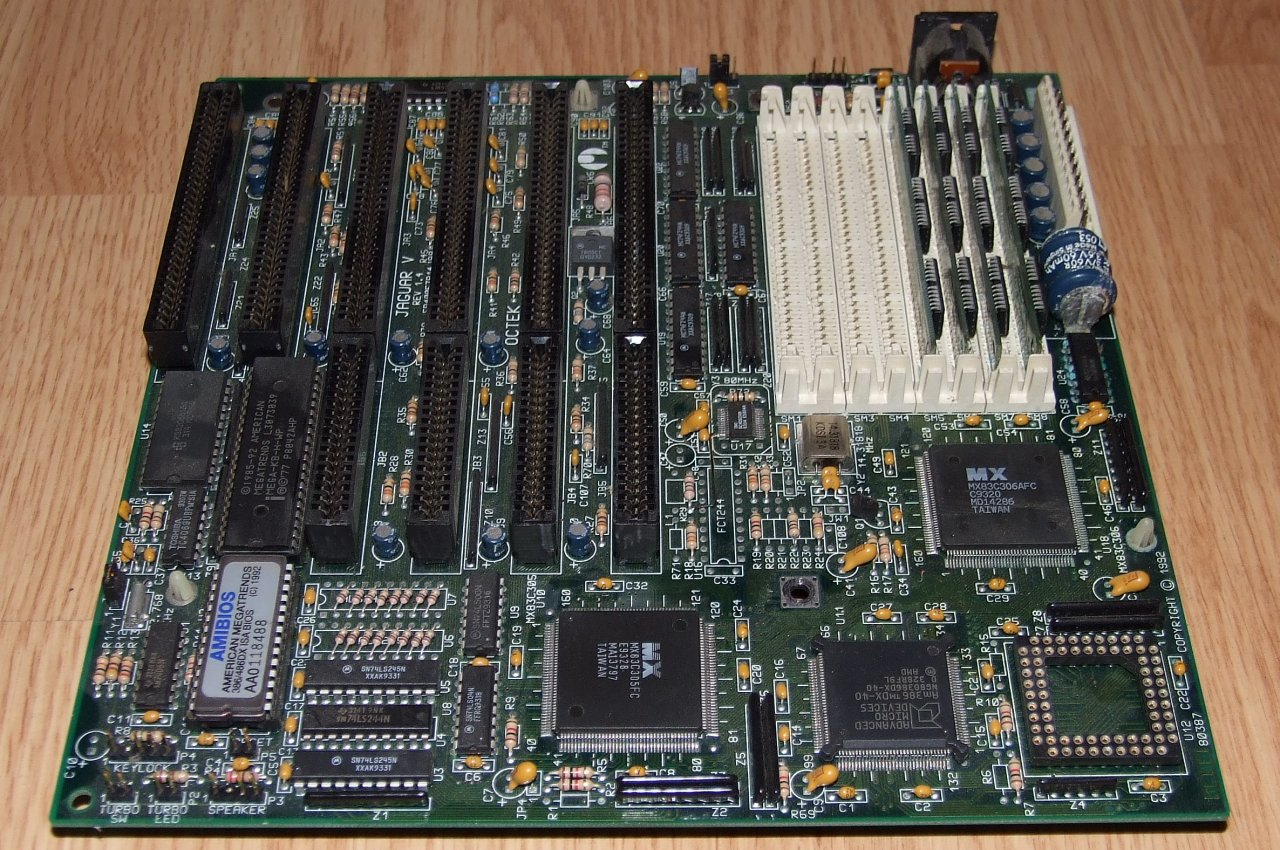
初期のPC/AT互換マザーボードの例。

PC/AT互換システムの普及当初、システムの中核を成すマザーボードはシステムチップセット以外にCPUおよびメモリを搭載するためのソケットと、拡張カードを接続するためのISAスロット程度を搭載した、ごく簡単な構成のものであった。これは当時のPC/AT互換システムが可能な限り機能をコンポーネント化し、拡張カード上に分離していたためである。このため、当時は必須の各種レガシーI/OコントローラやIDEコントローラまでが拡張カードにより実装される状況であった。
しかしPCの普及に伴う低価格需要の高まりと半導体製造技術の進歩により、まず基本的な機能からシステムチップセットへの統合が進められた。これにより、拡張カードを必要とせずマザーボード上に実装されたデバイスのみで使用可能な機能オンボード機能が誕生した。またデバイス自体の小型化から、単体のコントローラチップをマザーボード上に搭載することで追加機能を付与する手法も誕生した。
以降、PCシステム自体の低価格化や省スペース需要の高まりにより、オンボード機能は積極的に用いられるようになっている。

## オンボード機能のメリットとデメリット
- メリット
  - 部品点数の減少および製造工程の簡略化による低価格化
  - 実装面積および体積の小ささによる省スペース化
  - 拡張カードの接触不良による動作不良の減少
  - マザーボードとデバイスの相性問題の減少（基板設計時に相性が検討される）
  - PCIなどの標準仕様に従わない接続による高性能化。
- デメリット
  - 故障率の増大(当該部品の故障がボード全体の故障となりうる)
  - 故障時の修理コストの増大（部品点数が増えるため）
  - 拡張性の低下（バスの占有、オンボードデバイスと拡張デバイスの競合など）

## オンボードで提供される主な機能

### サウンド

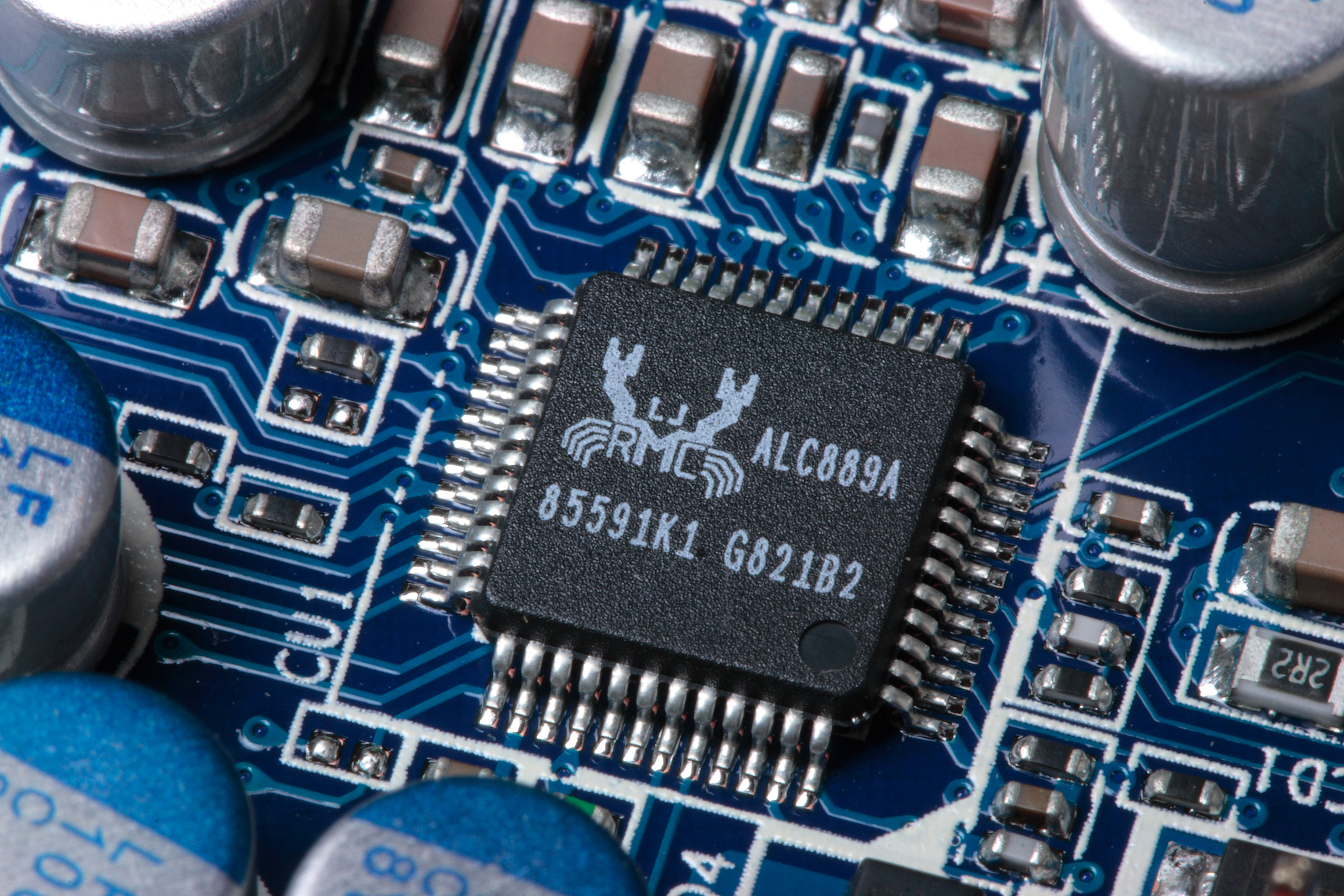
HD Audio対応コーデックチップの例

サウンド機能は比較的早くからオンボード化が進められた非必須機能のひとつであり、現在ではほとんど全てのシステムでオンボードのサウンド機能を搭載している。
単体コントローラチップを用いる手法と、チップセットに統合された機能を用いる手法が主に存在するが、特殊な例としてサウンド機能をCPUに統合したサイリックスのMediaGXやグラフィックチップに統合したNeoMagicのMagicMedia 256AVなども存在する。

#### チップセット統合機能によるオンボードサウンド機能
オンボードサウンド機能の誕生当初は後述の単体のサウンドコントローラチップをマザーボード上に実装する手法が一般的であったが、1999年にインテルが発表したハブ・アーキテクチャで採用されたサウスブリッジ ICHではAudio Codec 97 (AC'97) 規格準拠のサウンドコントローラを統合していた。これにより、サウスブリッジ (ICH) と安価なAC'97コーデックチップだけでサウンド機能が実現できるようになり、以降はサウスブリッジにコーデックチップを組み合わせてサウンド機能を搭載するマザーボードが一般化した。
インテルは2005年にAC'97の後継規格であるHD Audioを発表し、以降のオンボードサウンド機能はHD Audio準拠のものが一般的となっている。
なお、一部では特にこの形式で搭載されているオンボードサウンド機能のみを指して「AC'97のオンボードサウンド」と略称することもあるが、AC'97自体はサウンドデバイスとインタフェースの設計に関わる規格である。このため、当時は単体サウンドチップもAC'97準拠が標準的であり、正確な用法ではない。詳細はAudio Codec 97の項を参照。

#### 拡張カード形状のオンボードサウンド
サウンド機能を実現するためのコーデックチップは一般的にマザーボードの基板上に実装されるが、一部のマザーボードでは高音質化やインタフェースの搭載を目的としてAMRやCNR、または独自規格の拡張スロットを用いて接続される拡張カード形状の基板にコーデックチップを搭載しているものも存在した。拡張カードおよびスロットは1990年代末期～2000年代前半までは見かけられたが、今では全く見かけられない。
これらは外見的には単体のサウンドカードに酷似している場合もあるが、あくまでコントローラはサウスブリッジに依存しているものであり、対応マザーボード以外では動作しない。そのため、これら製品もオンボードサウンド機能として扱われる。

#### 単体サウンドコントローラによるオンボードサウンド機能

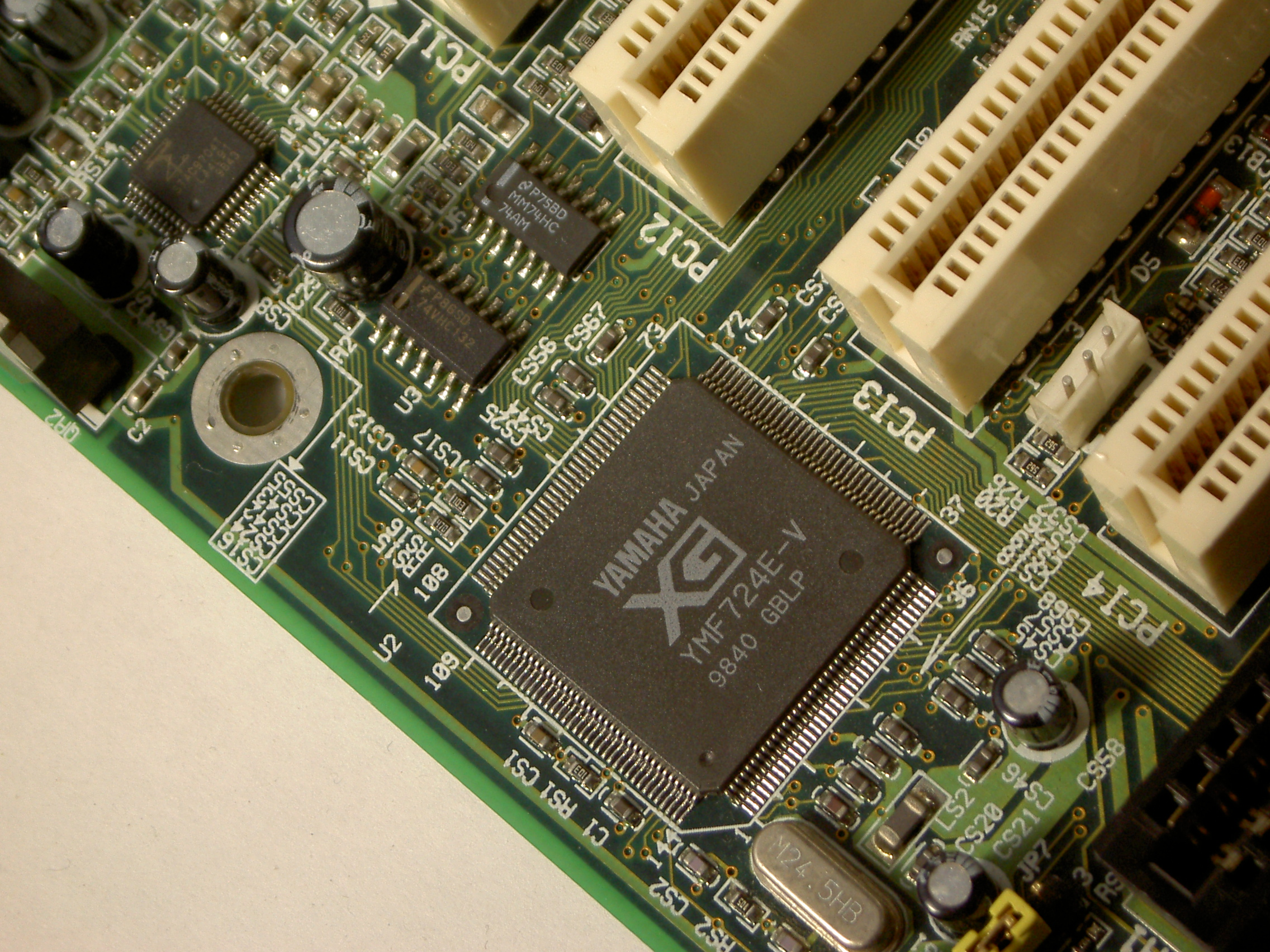
オンボード搭載のサウンドコントローラの例。左奥にはAC'97コーデックチップも搭載する。

ISAまたはPCIにより接続されるサウンドコントローラチップをマザーボード上に直接実装する形態のオンボードサウンドである。オンボードサウンド機能の発生当初はこの手法による実装が一般的であり、特に拡張カードの使用できないノートパソコンにおいては標準的に採用されていた。
AC'97対応のサウスブリッジの普及以降、単体のサウンドチップを搭載するマザーボード製品は激減した。ただしパフォーマンスおよび立体音響効果などの付加機能において単体サウンドコントローラは統合サウンド機能よりも有利な製品も存在するため、単体のサウンドコントローラを搭載するマザーボード製品も主にハイエンド製品で存在する。

### ネットワーク

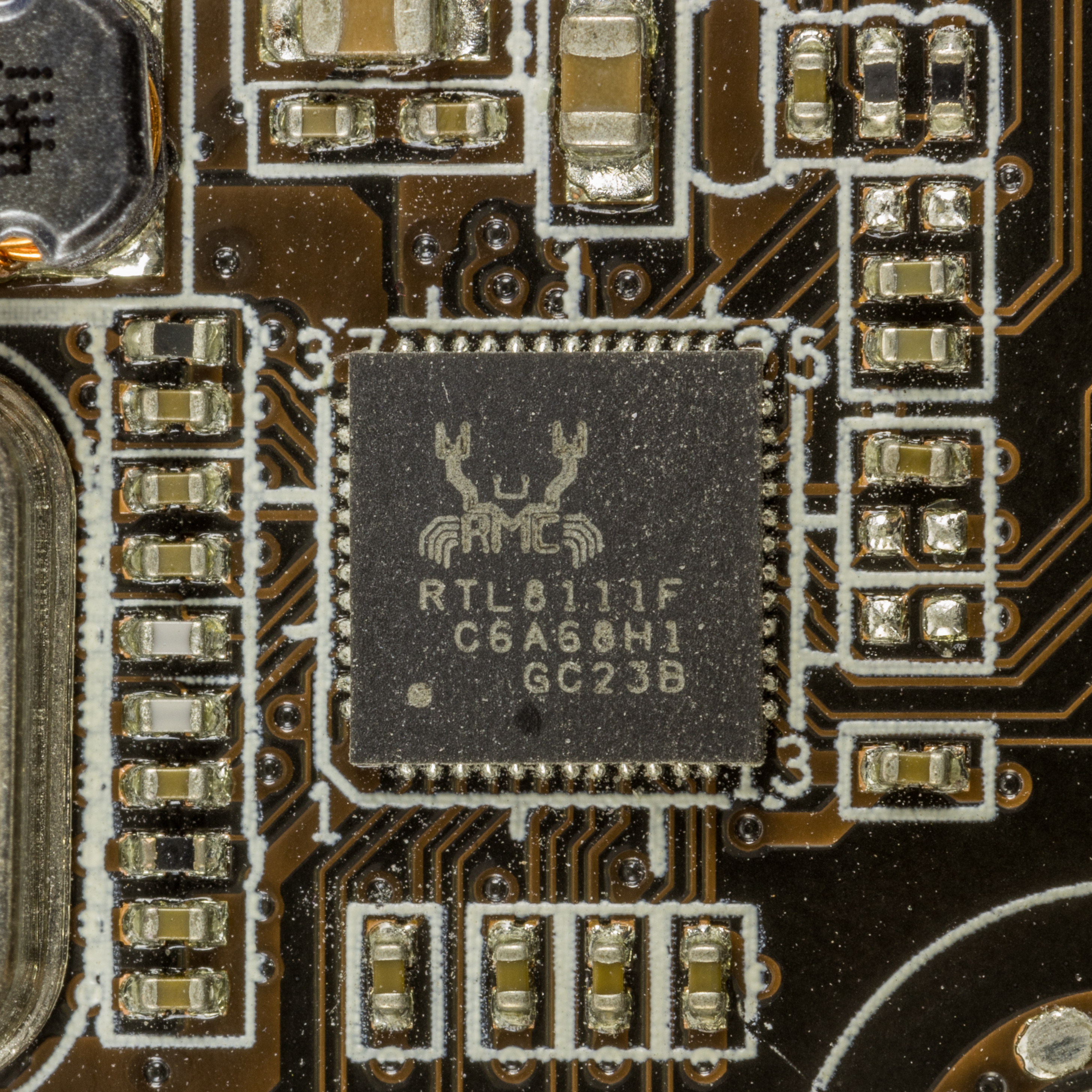
オンボード搭載の1000BASE-Tネットワークコントローラの例

かつてイーサネットによるLAN機能をオンボードで搭載するのはネットワークに接続することが前提のサーバや業務向けPCなどに限られていた。
しかし、2000年代初頭からのブロードバンドの普及と、家庭でPCを複数台所有することが一般的になったことに伴い、ほとんど全てのシステムでオンボードのイーサネット機能が搭載されるようになっている。単体コントローラチップを用いる手法と、チップセットに統合された機能を用いる手法が存在する。一般的なオンボードLAN機能では1つのRJ45 LANコネクタのみを備えるが、複数のコネクタを搭載する機種も存在する。

#### 単体イーサネットコントローラによるオンボードLAN機能
PCI接続のイーサネットコントローラチップをマザーボード上にオンボード搭載することで実現されるもので、古くから広く用いられてきた。サーバなどの業務用システムでは性能的に優れるインテルや3COMなどの製品が主に採用されたが、一般向けシステムでもオンボードLANが一般化して以降はRealtekなどの安価な製品も広く採用されるようになっている。1000BASE-Tの登場直後は論理層チップと物理層チップが分かれていたイーサネットコントローラーも存在したが、現在では論理層チップと物理層チップが1チップ化したイーサネットコントローラーを搭載するのが主流である。
チップセットとの接続にはPCIまたはPCI Expressが使用されるのが一般的だが、1000BASE-Tの登場直後には十分な帯域と普及率を持つ適当な汎用バスが存在しなかったため、一部のインテルチップセットではCSAと呼称する専用バスを用いて接続するものもあった。

#### 拡張カード形状のオンボードLAN機能
LAN機能を実現するためのチップは一般的にマザーボードの基板上に実装されるが、サウンド機能と同様に、一部のマザーボードではAMRやCNR、または独自規格の拡張スロットを用いて接続される拡張カード形状の基板に物理層チップを搭載しているものも存在した。拡張カードおよびスロットは1990年代末期～2000年代前半までは見かけられたが、今では全く見かけられない。
これらは外見的には単体のLANカードに酷似している場合もあるが、あくまでコントローラはサウスブリッジに依存しているものであり、対応マザーボード以外では動作しない。そのため、これら製品もオンボードLAN機能として扱われる。

#### チップセット統合機能によるオンボードLAN機能

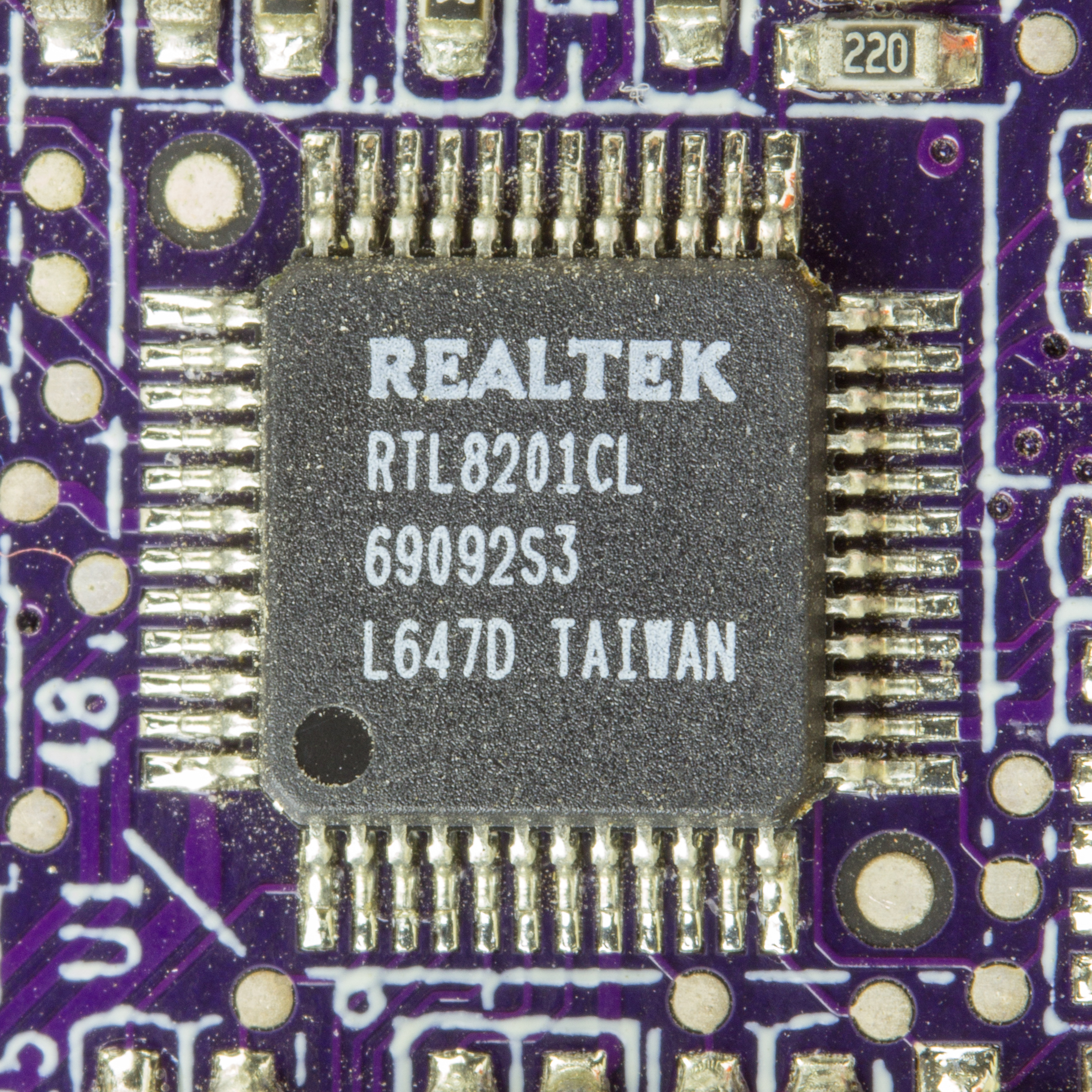
サウスブリッジに追加するネットワーク物理層チップの例

1999年にインテルが発表したハブ・アーキテクチャで採用されたサウスブリッジICHではOSI参照モデルのデータリンク層に相当するネットワークコントローラを統合しており、安価な物理層チップを追加するだけでオンボードLAN機能が実現するようになっている。
しかしRealtekなどの提供する単体コントローラが十分に安価なことに加え、ソフトウェア処理のサウスブリッジ統合コントローラでは高速なネットワーク処理の際の負荷が無視できないこともあり、オンボードサウンド機能ほど広く採用されているとは言えない状況である。

### インタフェース
インタフェース類はもっとも初期からチップセットへの統合によるオンボード化が進んだデバイスである。さらに、チップセットへの統合が一般化した後でもインタフェースの強化を目的に別途コントローラチップなどがオンボード搭載がされる場合がある。これらの例にはIDE / Ultra ATAおよびシリアルATA、USBなどのインタフェースが主に該当する。レガシーインターフェースの大半はスーパーI/Oの機能によって実現している。
チップセット非標準のインタフェースをオンボード搭載する例としてはIEEE 1394が代表的である他、ノートパソコンで広く搭載されるPCカード/CardBusシステムなども挙げられる。
また、サーバシステムではSCSIやRAIDなどの、ストレージを接続するための高速インタフェース用コントローラチップをオンボード搭載するものも多い。

### その他

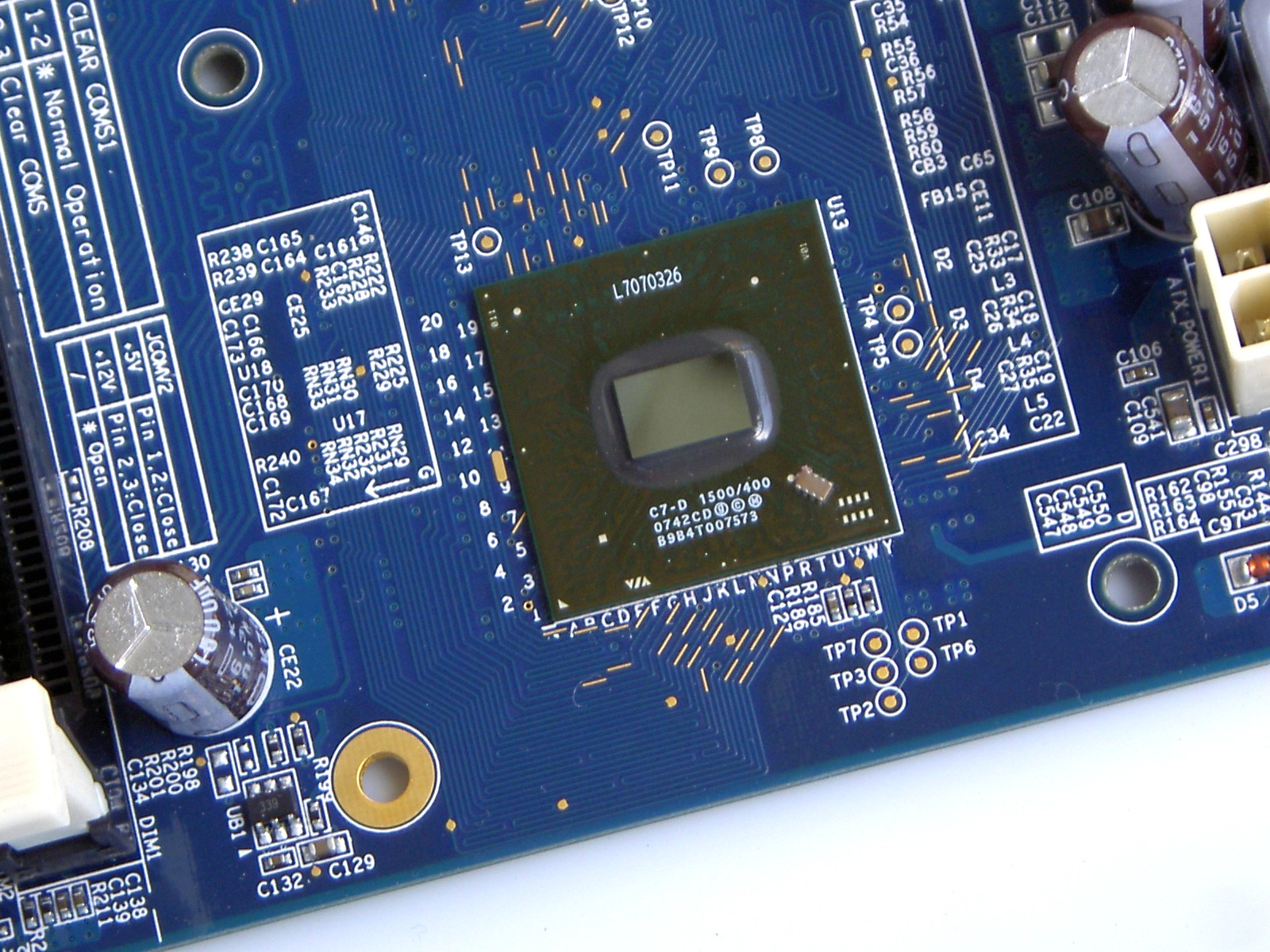
オンボード搭載されたCPUの例(VIA C7)

CPUのオンボード実装は特に実装スペースの節約が重視されるノートパソコンではごく一般的に採用される他、CPU単体での交換を考慮する必要のない組込向システムなどでも採用されている。これらの場合は、ソケット用のPGAまたはLGAパッケージではなく、半田付けを前提としたBGAパッケージの製品が主に用いられる。
メインメモリのオンボード実装も一部のノートパソコンで採用されている他、主に低価格PCなどでフラッシュメモリ（eMMC）もオンボード搭載されるようになった。
またCPU用の二次キャッシュメモリをスロットで搭載することが当然であった時代には、二次キャッシュをあらかじめオンボードで搭載する製品も多く存在した。

## オンボードで搭載できないもの
デスクトップパソコンでは、「電源ユニット」、「スピーカー」、「キーボード」、「スライドパッド」、「画面」はオンボードで搭載されていない。スピーカーについてはビープ音用のモノラルスピーカーをマザーボード上にオンボードで搭載する事は技術的に可能であるが、現在は外付けが主流である。
モデムは早くから広く使用されているデバイスであるにもかかわらず、ノートパソコン以外ではオンボード搭載されることが一般的ではない。さらに、ノートパソコンにおいても内部的には別モジュールとなっていることが多い。
これはモデムで使用する規格が各国ごとに統一されておらず、ある国でモデムをオンボード搭載しても別の国でも使えるとは限らず、製品の国際的な販売に支障をきたすためである。オンボードにできないモデムを安価に搭載するためAMRおよびCNRといった規格が策定されているが、2000年代半ば以後はこのスロットを搭載するマザーボードは見られなくなり、モデム自体もブロードバンドの普及で使われなくなっていった。